# Jason Manns
Jason Manns (Bowling Green, 23 settembre 1980) è un cantautore statunitense folk/rock.

## Biografia
Nasce il 23 settembre a Bowling Green e cresce in una fattoria della Virginia, si laurea in business marketing e letteratura vittoriana presso il college di William and Mary. La sua carriera ha inizio quando un amico presenta ad un concorso radiofonico la sua cover di Crazy Love di Van Morrison e lo vince. Si trasferisce a Los Angeles con il fratello Matt e qui ha l'opportunità di esibirsi dal vivo nello show mattutino della KTLA e nella STAR 98.7 con Ryan Seacrest. Per parecchio tempo si è esibito regolarmente ogni domenica nel locale LScorpion! a Hollywood. Nel 2006 registra l'album di debutto Jason Manns e nel 2010 il suo secondo album Soul.
Manns è conosciuto anche in Europa perché ospite di convention dedicate alla serie televisiva Supernatural, uno dei suoi migliori amici è Jensen Ackles che ne è il protagonista.
Ha tenuto concerti nel suo paese natale, così come in Italia, Germania, Inghilterra e Francia. Dal 2012, i suoi concerti sono disponibili anche online.

## Discografia
- 2006 - Jason Manns
- 2010 - Soul
- 2014 - Christmas With Friends
- 2016 - Move
- 2016 - Covers With Friends
- 2018 - Recovering With Friends

## Filmografia
- The Plight of Klownana
- Cake: A Wedding Story